# 第14独立特殊任務旅団 (ロシア陸軍)
第14独立特殊任務旅団（14-я отдельная бригада специального назначения；略称14 обрСпН）は、ロシア陸軍の旅団級特殊部隊。

## 歴史
- 1963年1月1日：第77独立偵察大隊に基づき、ウスリースクにおいて旅団編成（創設記念日は1月10日）
- 1967年：訓練結果により、管区部隊名誉帳に記載される。
- 1968年：第1大隊第1中隊のワシレフスキー軍曹が、ウスリースク－ウラジオストク間の104kmを8時間21分で走破。
- 1970年6月：管区偵察演習に参加
- 1971年8月：管区偵察演習に参加
- 1972年：訓練結果により、ソ連閣僚会議から名誉旗を授与される。
- 1973年～1975年：訓練結果により、管区部隊名誉帳に記載される。
- 1980年～1989年：アフガン戦争に200人以上の将兵を派遣
- 1983年：削減された支隊が展開
- 1995年1月～4月：混成支隊をチェチェンに派遣
- 1998年：アラスカで米軍と共同演習
- 1999年11月：混成支隊をチェチェンに派遣
- 2000年3月：ゲラエフ部隊の撃破とコムスモリスキー町突入に参加
- 2006年8月：チェチェン派遣部隊が駐屯地に帰還

## 編制
- 第282独立特殊任務支隊（軍部隊20662）
- 第294独立特殊任務支隊（軍部隊20706）
- 第308独立特殊任務支隊（軍部隊20707）

## 歴代旅団長
| 職名   | 就任年          | 氏名                             | 階級 |
| ------ | --------------- | -------------------------------- | ---- |
| 旅団長 | 1963年 - 1970年 | パーヴェル・ルィミン             | 大佐 |
| 旅団長 | 1970年 - 1973年 | アレクサンドル・ドロズドフ       | 大佐 |
| 旅団長 | 1973年 - 1975年 | ニコライ・デムチェンコ           | 大佐 |
| 旅団長 | 1975年 - 1978年 | アナトーリー・バグライ           | 大佐 |
| 旅団長 | 1978年 - 1980年 | ヴィクトル・グリシュマノフスキー | 大佐 |
| 旅団長 | 1980年 - 1987年 | ヴィターリー・オナツキー         | 大佐 |
| 旅団長 | 1987年 - 1992年 | ヤーコフ・クルィシ               | 大佐 |
| 旅団長 | 1992年 - 1997年 | アンドレイ・ルミャンコフ         | 大佐 |
| 旅団長 | 1999年 - ?      | セルゲイ・デグチャレフ           | 大佐 |